# Маний Ацилий Глабрион (консул 124 года)
Маний Ацилий Глабрион (лат. Manius Acilius Glabrio) — римский государственный деятель первой четверти II века.
Происходил из рода Ацилиев. Его отцом был консул 91 года Маний Ацилий Глабрион. В 124 году Глабрион занимал должность ординарного консула вместе с Гаем Беллицием Торкватом Флакком. В Дигестах Юстиниана сохранилось письмо императора Адриана к Глабриону. Возможна идентификация этого Глабриона с неким проконсулом Азии Глабрионом, который был на этом посту между 147 и 151 годом.
Его приёмным сыном был консул 152 года Маний Ацилий Глабрион.